# Patrick Leahy (Eishockeyspieler)
Patrick Leahy (* 9. Juni 1979 in Duxbury, Massachusetts) ist ein ehemaliger US-amerikanischer Eishockeyspieler, der zuletzt beim EHC Linz in der Österreichischen Eishockey-Liga unter Vertrag stand.

## Karriere
Patrick Leahy begann seine Karriere als Eishockeyspieler in der Mannschaft der Miami University, für die er von 1997 bis 2001 aktiv war. In diesem Zeitraum wurde er im NHL Entry Draft 1998 in der fünften Runde als insgesamt 122. Spieler von den New York Rangers ausgewählt, für die er allerdings nie spielte. Stattdessen lief der Angreifer in der Saison 2001/02 für die Trenton Titans in der East Coast Hockey League sowie die Hershey Bears, Portland Pirates und Bridgeport Sound Tigers in der American Hockey League auf. Mit den Tigers scheiterte er erst im Playoff-Finale um den Calder Cup an den Chicago Wolves. Nachdem er die Saison 2002/03 bei den Providence Bruins in der AHL verbracht hatte, erhielt er einen Vertrag bei deren Kooperationspartner Boston Bruins. Für das Team aus Massachusetts bestritt er in der folgenden Spielzeit sechs Spiele in der National Hockey League, stand jedoch erneut hauptsächlich für Providence in der AHL auf dem Eis. 
Den Lockout in der NHL während der Saison 2004/05 überbrückte Leahy bei den Providence Bruins. In der folgenden Spielzeit erzielte er vier Tore und gab ebenso viele Vorlagen für Boston in der NHL. Dennoch verließ er anschließend das Franchise und wechselte als Free Agent zu Bostons Ligarivalen Nashville Predators. Bei diesen konnte er sich allerdings ebenfalls nicht durchsetzen, so dass er in der Saison 2006/07 nur ein Mal im NHL-Kader Nashvilles stand. Die gesamte restliche Spielzeit verbrachte er in deren AHL-Farmteam Milwaukee Admirals. Daher ging der US-Amerikaner im Sommer 2007 nach Europa, wo er vom EHC Linz aus der Österreichischen Eishockey-Liga verpflichtet wurde.
Nach dem Ende der Saison 2013/14 beendete er seine Karriere.

## Erfolge und Auszeichnungen
- 2002 Teilnahme am ECHL All-Star Game
- 2012 Österreichischer Meister mit dem EHC Linz

## Karrierestatistik
(Legende zur Spielerstatistik: Sp oder GP = absolvierte Spiele; T oder G = erzielte Tore; V oder A = erzielte Assists; Pkt oder Pts = erzielte Scorerpunkte; SM oder PIM = erhaltene Strafminuten; +/− = Plus/Minus-Bilanz; PP = erzielte Überzahltore; SH = erzielte Unterzahltore; GW = erzielte Siegtore; 1 Play-downs/Relegation; Kursiv: Statistik nicht vollständig)